# Cetatea Liebenstein
Cetatea Liebenstein, care împreună cu cetatea Sterrenberg este numită de localnici „frații dușmani”, se află pe malul drept al Rinului lângă localitatea Kamp-Bornhofen, Germania fiind o atracție turistică a regiunii. De pe ruină se poate vedea panorama Bad Salzig ce aparține de Boppard, pe malul stâng al Rinului.